# Sanya Puangchan
Sanya Puangchan (thailändisch สัญญา พวงจันทร์, * 16. Juli 1980 in Nakhon Sawan) ist ein ehemaliger thailändischer Fußballspieler.

## Karriere
Sanya Puangchan stand bis Ende 2013 bei Chiangrai United unter Vertrag. Wo er vorher gespielt hat, ist unbekannt. Der Verein aus Chiangrai spielte in der ersten Liga des Landes, der Thai Premier League. Für Chiangrai bestritt er zwei Erstligaspiele. 2014 wechselte er zum Phuket FC. Mit dem Verein aus Phuket spielte er in der zweiten Liga, der Thai Premier League Division 1. Nach einem Jahr unterschrieb er Anfang 2015 einen Vertrag beim Lampang FC. Der Klub aus Lampang spielte in der dritten Liga, der damaligen Regional League Division 2. Hier trat Lampang in der Northern Region an. Am Ende der Saison wurde Lampang Meister der Region und stieg in die zweite Liga auf. Nach dem Aufstieg beendete er am 1. Januar 2016 seine Karriere als Fußballspieler.

## Erfolge
Lampang FC
- Regional League Division 2 – North: 2015  ▲